# Glebionis
Glebionis — рід квіткових рослин із родини айстрових, родом з Європи, Середземномор'я, Прикаспію.
Раніше види цього роду належали до Chrysanthemum, але рішення Міжнародного ботанічного конгресу 1999 року призвело до того, що цей рід був переозначений, щоб охопити види, пов'язані з економічно важливими для квітництва хризантемами, тим самим виключивши види, які зараз входять до Glebionis.
Види Glebionis були гібридизовані зі спорідненими видами Argyranthemum для створення сортів садових рослин.
Рід містить два види: Glebionis coronaria (L.) Cass. ex Spach, Glebionis segetum (L.) Fourr.
Раніше до роду належав Glebionis carinata; зараз він виокремлений у Ismelia carinata.